# Astronomie sur Mars
Cet article présente différents points concernant l'astronomie sur Mars.

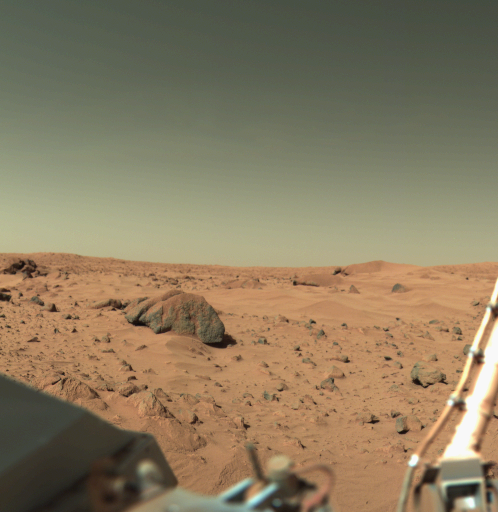
Le ciel de Mars photographié par Viking.

## Ciel

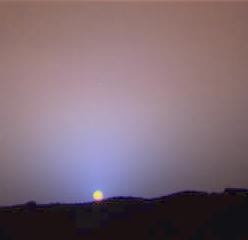
Coucher de Soleil sur Mars, photographié par Mars Pathfinder.

Au lever et au coucher du Soleil, le ciel martien possède une teinte rose – rouge, mais bleue autour du Soleil : la situation inverse de ce qui se passe sur Terre. Pendant la journée, le ciel est de couleur jaune-brune. Parfois, lorsque l'atmosphère n'est pas saturée de poussière, il peut virer vers un bleu très pâle, ténu qui tire sur le gris.
La diffusion Rayleigh est très faible dans l'atmosphère de Mars ; on pense que la couleur du ciel est provoquée par la présence de magnétite à hauteur de 1 % du volume des particules de poussière en suspension dans l'atmosphère.
Le crépuscule dure plus longtemps sur Mars que sur la Terre à cause de la poussière présente dans son atmosphère.
Le ciel martien prend parfois une teinte violette à cause de la diffusion de la lumière par des particules de glace d'eau en suspension dans les nuages.

## Phénomènes astronomiques

### Terre et Lune

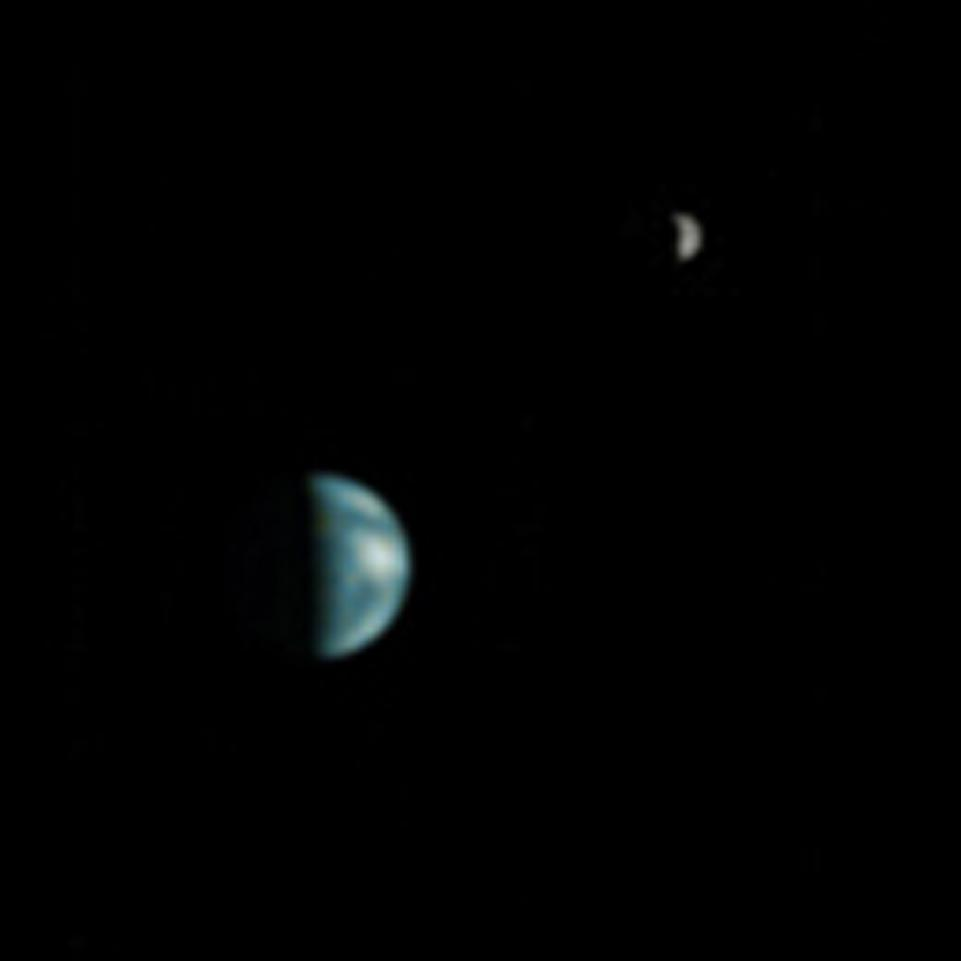
La Terre et la Lune vues de Mars, photographiées par Mars Global Surveyor le 8 mai 2003. L'Amérique du Sud est visible.

Depuis Mars, la Terre et la Lune sont visibles à l'œil nu sous forme de points lumineux ; des observateurs munis de télescopes percevraient des croissants et certains détails.
Un observateur martien serait capable de voir la Lune orbiter autour de la Terre à l'œil nu (sur Terre, un tel phénomène ne fut observé qu'à la découverte des satellites de Jupiter, à l'aide d'un télescope). Au maximum de séparation angulaire, les deux objets pourraient être distingués sans problème ; au bout d'une semaine, la Terre et la Lune sembleraient fusionner pour se séparer de nouveau. Le maximum de séparation varie considérablement en fonction de la distance entre la Terre et Mars : au plus proche, il est d'environ 17', au plus loin, de 3,5' (à titre de comparaison, le diamètre angulaire de la Lune vue de la Terre est d'environ 30').
De temps à autre, la Lune transite devant la Terre (correspondant à une occultation de Mars vue de la Terre) ; l'albédo de la Lune étant largement inférieur à celui de la Terre, la luminosité de l'ensemble décroît. Cet effet serait cependant trop faible pour être perçu à l'œil nu, le diamètre de la Lune étant très nettement inférieur à celui de la Terre.
La sonde Mars Global Surveyor a photographié la Terre et la Lune le 8 mai 2003, alors que celles-ci étaient quasiment à un maximum angulaire d'élongation par rapport au Soleil et à la distance de 0,930 au de Mars. Les magnitudes apparentes étaient respectivement de -2,5 et +0,9. Celles-ci varient considérablement en fonction de la distance et des phases des deux corps célestes.
Les phases de la Lune depuis Mars ne changeraient pas beaucoup d'un jour à l'autre ; elles correspondraient à celles de la Terre et évolueraient graduellement au fil de son orbite. En revanche, un observateur sur Mars percevrait la rotation de la Lune et serait capable de voir des sites lunaires impossibles à observer depuis la Terre.
La Terre transite de temps à autre devant le Soleil, depuis Mars. Le prochain phénomène de ce type se produira en novembre 2084. Des transits de Mercure et de Vénus se produisent également.

### Phobos et Déimos

Phobos éclipsant le Soleil, photographié par un M.E.R..

Le diamètre angulaire de Phobos, la plus grosse des deux lunes de Mars, est environ le tiers de celui de la Lune vue de la Terre. Déimos, l'autre lune, apparaît plus ou moins comme une étoile, son disque étant à peine perceptible à l'œil nu. Phobos orbite plus vite qu'un jour martien (7 h 39 min contre 24 h 37 min) et, par conséquent, il se lève à l'ouest et se couche à l'est. Déimos orbite légèrement plus lentement (30 h 17 min) et il se lève donc à l'est avant de se coucher à l'ouest ; sa période de rotation étant proche d'un jour martien, il lui faut environ deux jours et demi pour traverser le ciel de Mars.
Au maximum, la magnitude apparente de Phobos est environ -9 à -10 et celle de Déimos environ -5 (celle de la pleine Lune est -12,7). Phobos est suffisamment brillant pour projeter des ombres ; Déimos est légèrement plus brillant que Vénus vue de la Terre. La luminosité des deux satellites dépend de leurs phases : celle de Phobos, ainsi que son diamètre angulaire, changent de façon perceptible d'heure en heure ; Déimos est trop petit pour que ses phases soient visibles à l'œil nu.
Les orbites de Phobos et Déimos sont à la fois proches de Mars et peu inclinées par rapport au plan équatorial de la planète. En conséquence, Phobos n'est visible qu'entre les latitudes 70,4° N et 70,4° S, Déimos entre 82,7° N et 82,7° S. Un observateur situé à une latitude élevée (mais néanmoins plus basse que 70,4°) percevrait Phobos comme nettement plus petit qu'à l'équateur car il en serait plus éloigné. D'une manière similaire, un observateur situé sur l'équateur verrait un diamètre angulaire de Phobos plus petit à son lever ou à son coucher qu'à son zénith.
Un observateur martien peut observer des transits de Phobos et de Déimos devant le Soleil. Le diamètre angulaire de Phobos approchant la moitié de celui du Soleil, il s'agit même dans ce cas d'éclipses partielles. La latitude de l'ombre de Phobos à la surface de Mars varie cycliquement suivant les saisons. Au cours d'une année martienne, n'importe quelle latitude observe par deux fois une demi-douzaine de transits de Phobos pendant deux semaines. Sur la même période, il se produit au même endroit au maximum un transit de Déimos.
Phobos et Déimos sont également éclipsés par Mars, selon le même principe que les éclipses de Lune sur Terre.
Les rotations de Phobos et Déimos sont synchrones et les deux lunes présentent toujours la même face à un observateur martien. Le phénomène de libration se produit cependant pour Phobos comme pour la Lune,. En combinant les effets des librations et de parallaxe dus au faible rayon orbital de Phobos, il est possible d'observer au fil du temps largement plus que 50 % de la surface du satellite.
Le cratère Stickney est facilement visible sur la surface de Phobos à l'œil nu depuis la surface martienne.

### Météores

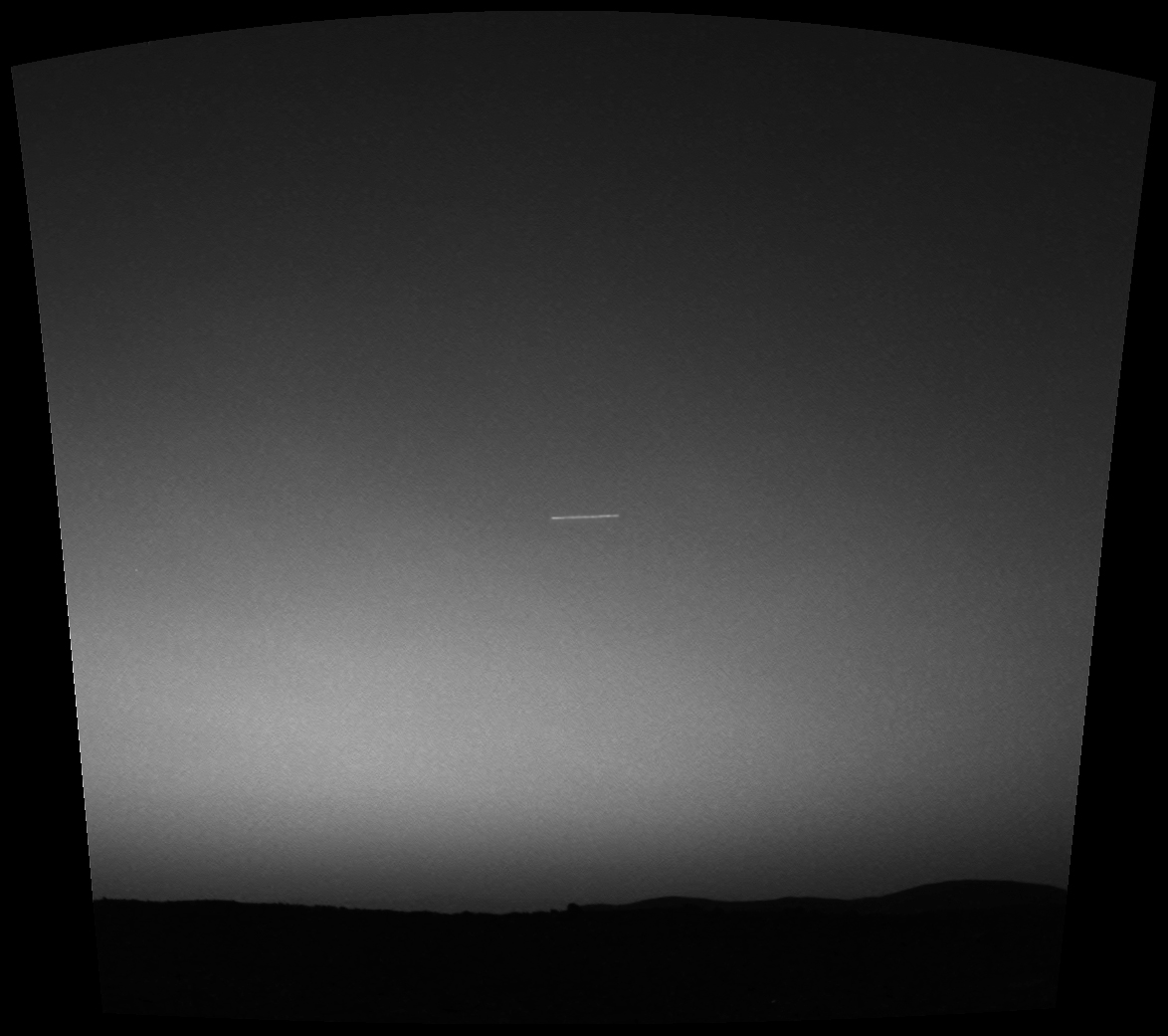
Le premier météore photographié sur Mars.

L'atmosphère martienne étant relativement transparente aux longueurs d'onde de la lumière visible (comme celle de la Terre, tout en étant nettement plus fine), des météores peuvent être observés. Des pluies de météores se produisent également, lorsque l'orbite de Mars croise celle d'une comète, mais elles diffèrent de celles de la Terre.
Le premier météore photographié sur Mars le fut le 7 mars 2004 par le rover Spirit; il proviendrait de la comète 114P/Wiseman-Skiff. Une pluie intense de météores est prédite pour le 20 décembre 2007.
Comme sur Terre, certains météores sont suffisamment grands pour atterrir et devenir des météorites. La première météorite découverte sur Mars est Heat Shield Rock.

### Aurores
Mars ne possède aucun champ magnétique planétaire, mais des aurores peuvent se produire près d'anomalies magnétiques de la croûte martienne, résidus d'un tel champ désormais disparu, phénomène unique dans le système solaire. Selon toute vraisemblance, elles ne peuvent pas être perçues par l'œil humain, car elles se produisent principalement dans l'ultraviolet.

### Pôles célestes et écliptique
L'orientation de l'axe de Mars est telle que le pôle céleste nord de la planète est situé dans le Cygne (ascension droite 21h 10m 42s, déclinaison 52° 53,0′), près de l'étoile de 6e magnitude HD 201834 (également dénommée HR 8106, et SAO 33185 ; coordonnées : ascension droite : 21h 10m 15,6s, déclinaison : +53° 33′ 48″), à mi-chemin entre α Cygni (Deneb) et α Cephei (Alderamin). Le pôle céleste nord n'est qu'à quelques degrés du plan galactique ; la Voie lactée, particulièrement riche dans la région du Cygne, est toujours visible depuis tout l'hémisphère nord.
Le pôle céleste sud est situé par 9h 10m 42s et -52° 53,0′, à deux degrés de Kappa Velorum (magnitude apparente 2,5, 9h 22m 06,85s -55° 00,6′).
Le zodiaque martien est quasiment identique au zodiaque terrien, les plans de l'écliptique des deux planètes n'étant inclinés que de 1,85° l'un par rapport à l'autre. Sur Mars, le Soleil passe 6 jours dans la Baleine, quittant les Poissons avant d'y revenir. Par ailleurs, dans l'hémisphère nord, l'équinoxe de printemps est situé dans Ophiuchus, le solstice d'été à la frontière du Verseau et des Poissons, l'équinoxe d'automne dans le Taureau et le solstice d'hiver dans la Vierge.

### Variations à long terme
Comme sur Terre, le phénomène de précession se produit également sur Mars, mais sur une période de 175 000 années terriennes (26 000 ans sur Terre). De même, le point du périhélie martien varie légèrement et l'année anomalistique de Mars diffère de son année sidérale. La période du cycle est de 51 000 années terriennes sur Mars (21 000 sur Terre).
La période de rotation de Mars diminue au fil du temps, mais ce ralentissement est principalement provoqué par le Soleil, Phobos étant trop petit pour avoir un effet gravitationnel notable.
Mars subit des cycles de Milanković, provoquant une variation de l'inclinaison de son axe et de l'excentricité de son orbite sur de grandes périodes de temps, avec des effets à long terme sur son climat. Les variations de l'axe de Mars sont plus fortes que celle de la Terre et se déroulent sur une période de 124 000 ans (41 000 ans sur Terre).